# Freedom Internet
Freedom Internet is sinds 2020 een onafhankelijke internetprovider, die is ontstaan als gevolg van de opheffing van provider XS4ALL. Freedom is geen opvolger van XS4ALL maar een reactie op de keuze om XS4ALL op te nemen in het KPN domein. Freedom levert onder meer internet, telefonie en televisie via glasvezel en encrypted e-mail. Leden kunnen daarnaast ook kosteloos een domeinnaam registreren.

## Geschiedenis
Internetprovider XS4ALL was in 1993 opgericht als zelfstandige organisatie. Vervolgens was XS4ALL van 1998 tot 1 maart 2020 een zelfstandige dochteronderneming van Koninklijke KPN. In januari 2019 maakte KPN bekend dat het op termijn verder wilde gaan met één merknaam. Merken als Yes Telecom, Telfort en dus ook XS4ALL zouden op termijn verdwijnen. Voor bestaande klanten zou er niets veranderen, zo werd door toenmalig CEO Maximo Ibarra betoogd. Abonnees bij XS4ALL spraken zich stevig uit tegen de plannen; de provider opereerde aanzienlijk zelfstandig in vergelijking met andere KPN-merken en stond bekend vanwege diverse maatschappelijke initiatieven, zoals de stichting Bits of Freedom. Een petitie, opgezet door Amerika-deskundige en oud-medewerkster Kirsten Verdel, werd door ongeveer 55.000 mensen getekend.
Al vrij snel werd duidelijk dat KPN voet bij stuk hield, waarna het geformeerde actiecomité XS4ALL moet Blijven besloot tot een zogeheten 'Plan B'. Op 11 november 2019 werd bekend dat de actiegroep een nieuwe internetprovider wil oprichten die gezien kan worden als de 'geestelijk opvolger' van XS4ALL, waarvan in 2020 bekend werd dat slechts de naam overeind zou blijven. De provider moet staan voor dezelfde kernwaarden als waar het oude XS4ALL voor stond, onder meer veiligheid en privacy'. Wie dat wilde, kon oprichtend lid worden. In ruil daarvoor kreeg men een e-mailadres en domeinnaam naar keuze. In 2020 begon men met het aansluiten van de oprichtende leden en sinds oktober 2020 kan iedereen zich aanmelden.

## Organisatiestructuur en domeinnaam
De provider is ondergebracht in een zelfstandige bv waarvan de aandelen in handen zijn van internetprovider TriNed en stichting Appeltaart. 
De naam van de stichting Appeltaart verwijst naar een gebaksoort die een speciale betekenis had binnen XS4ALL: wilde je iets geregeld krijgen, dan nam je appeltaart mee. Freedom Internet heeft haar domeinnaam in bruikleen van de stichting Bits of Freedom. De stichting leent de domeinnaam voor onbepaalde tijd uit, zolang de provider voldoet aan haar missie: 'Als Freedom zich niet meer aan haar beloftes op het gebied van privacy en vrijheid zou houden, kan Bits of Freedom de overeenkomst stopzetten en de domeinnaam weer terug in eigen gebruik nemen'.
TriNed heeft in 2023 financiele hulp geboden aan Freedom Internet in ruil voor een minderheidsbelang zonder stemrecht.
Bij Freedom Internet werken diverse oud-XS4ALL-medewerkers.
In 2021 zette de internetprovider een crowdfundingactie op. Er werden 16.000 certificaten verhandeld, en een certificaat kost 250 euro. De crowdfunding werd ingezet om bedrijfsmatig te kunnen opschalen.
Freedom Internet maakt onder andere gebruik van glasvezelnerken van KPN Netwerk, E-fiber, Glaspoort en Delta Fiber. Op 7 februari 2023 maakten Freedom Internet en Open Dutch Fiber (ODF) bekend dat de provider per 1 juli 2023 van start gaat met het leveren van diensten op het netwerk van ODF. Dit geldt alleen voor glasvezelnetwerken die reeds een jaar actief zijn.

## Maatschappelijke betrokkenheid
Evenals XS4ALL zegt Freedom Internet maatschappelijk betrokken te zijn. Zo steunt de internetprovider de stichting The Privacy Collective in een rechtszaak tegen de techbedrijven Salesforce.com en Oracle Corporation. De stichting daagde de bedrijven in 2020 voor de rechter vanwege het onwettig verzamelen en gebruiken van gegevens van miljoenen Nederlanders. Op basis van die gegevens uit diverse bronnen, maken de bedrijven profielen waarop adverteerders kunnen bieden. Over de zogeheten 'superprofielen' die hierdoor ontstaan, heeft een individuele burger geen controle.
Bij winst uit de provider treedt eerdergenoemde stichting Appeltaart op als een fonds waaruit initiatieven voor innovatieve en/of maatschappelijke oplossingen rond internet gefinancierd kunnen worden.